# McCarthy Point (udde i Antarktis, lat -69,46, long 76,06)
McCarthy Point är en udde i Antarktis. Den ligger i Östantarktis. Australien gör anspråk på området.
Terrängen inåt land är platt åt nordväst, men åt sydost är den kuperad. Havet är nära McCarthy Point västerut. Trakten är glest befolkad. Närmaste befolkade plats är Zhongshan Station, 16,5 kilometer nordost om McCarthy Point. 